# Палмсе
Па́лмсе (ест. Palmse) — село в Естонії, повіт Ляене-Вірумаа, парафія Хальяла. Розташоване на півночі країни. Родове гніздо пальмської гілки роду Паленів (1676—1919). Входить до Лахемаського національного парку. Населення — 61 особа (2019).

## Назва
- Па́лмсе (латис. Palmse, лит. Bukaišiai) — сучасна естонська назва з 1919 року.
- Па́льмс (нім. Palms) — стара німецька назва.

## Історія

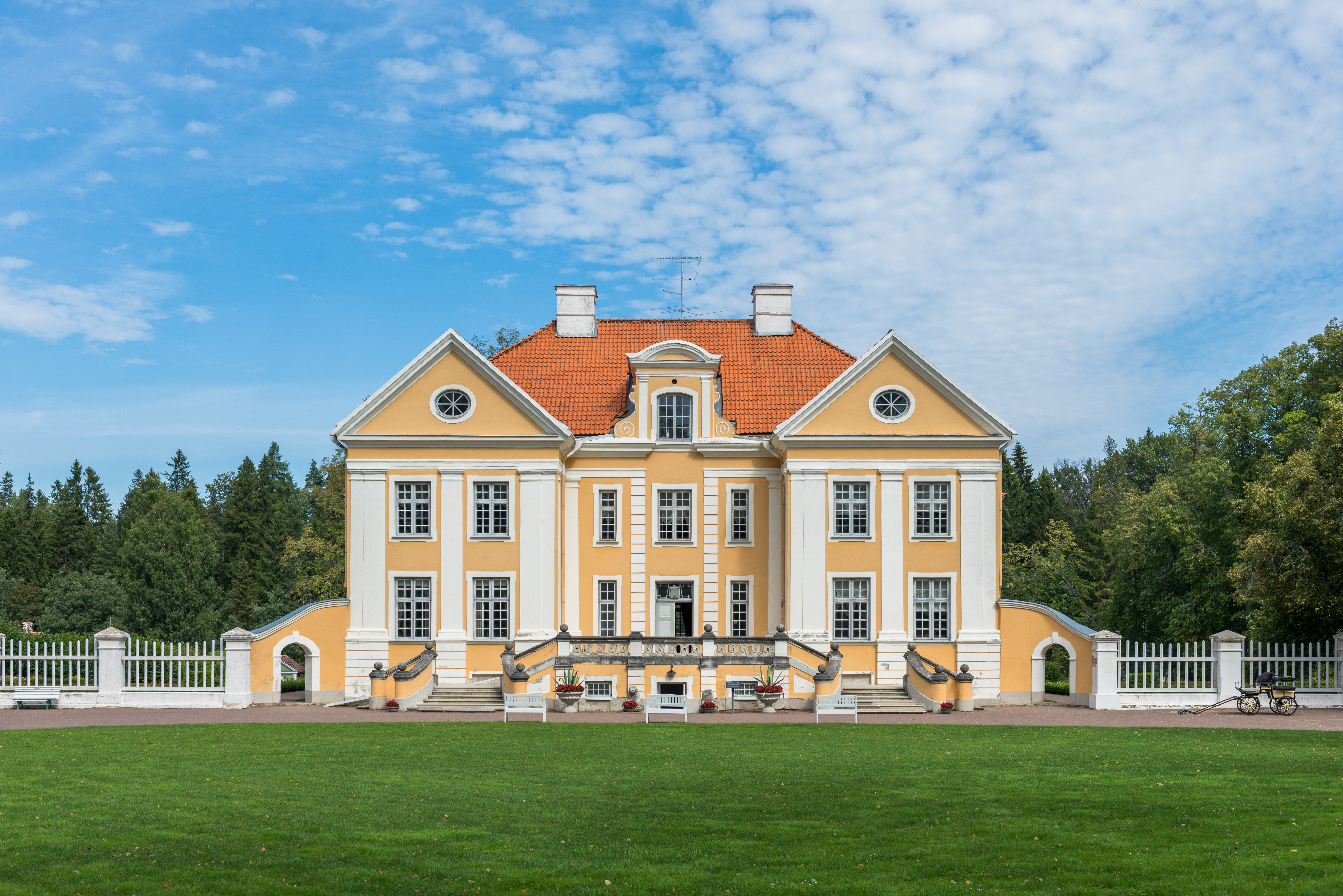
Садиба Пальмського маєтку

Уперше Пальмс згадується під 1510 роком як маєтність католицького монастиря святого Михаїла в Ревелі.
1676 року господарями Пальмса стала німецька шляхетна родина Паленів. Вона володіла маєтком і поселенням до 1919 року, до проголошення незалежності Естонії та експропріації поміщицького землеволодіння. 
Палени збудували у Пальмсі родову садибу і бібліотеку. Ці будівлі  були знищені разом із поселенням під час Великої Північної війни й відновлені близько 1730 року власником пальмського маєтку Арендом-Дідріхом фон дер Паленом. Сучасного вигляду родова садиба Паленів набула після робіт 1782—1785 років під керівництвом архітектора Йоганна-Каспара Мора.
До адміністративної реформи 2017 року Палмсе входило до складу парафії Віхула.

## Персоналії

### Уродженці
- Петер-Людвіг фон дер Пален — російський генерал, організатор вбивства імператора Павла І.